# بيل مورو (رجل أعمال)
بيل مورو (بالإنجليزية: Bill Morrow)‏ هو شخصية أعمال أسترالي وأمريكي، ولد في 1959.